# 内藤圭祐
内藤 圭祐（ないとう けいすけ、1983年2月3日 - ）は、日本の男性アニメプロデューサー。東映アニメーション所属。

## 人物
東京都出身。

## 参加作品

### テレビアニメ
- ワールドトリガー（2014年 - 2016年、アシスタントプロデューサー）
- 魔法つかいプリキュア!（2016年 - 2017年、プロデューサー）
- HUGっと!プリキュア（2018年 - 2019年、プロデューサー）
- ドラゴンクエスト ダイの大冒険（2020年、プロデューサー）

### 劇場アニメ
- 映画 魔法つかいプリキュア! 奇跡の変身!キュアモフルン!（2016年、企画協力）
- 映画 キラキラ☆プリキュアアラモード パリッと!想い出のミルフィーユ!（2017年、企画）
- 映画 プリキュアミラクルユニバース（2019年、企画）
- 映画 プリキュアミラクルリープ みんなとの不思議な1日（2020年、企画）